# Selección femenina de baloncesto de Chile
La Selección femenina de básquetbol de Chile es el equipo formado por jugadoras de nacionalidad chilena que representa a la Federación de Básquetbol de Chile (Febachile) en las competiciones internacionales organizadas por la Federación Internacional de Baloncesto (FIBA) o el Comité Olímpico Internacional (COI): los Juegos Olímpicos, la Copa Mundial de Baloncesto y los Juegos Panamericanos.
El gran hito de esta selección fue el subcampeonato obtenido en el Campeonato Mundial de 1953, además de cuatro campeonatos sudamericanos.

## Palmarés
- Copas Mundiales:

 Plata (1): 1953
- Juegos Panamericanos:

 Plata (1): 1955
 Bronce (3): 1959, 1963, 2023.
- Campeonato FIBA Américas

5º puesto (2): 1995 y 2001.
6º puesto (4): 2003, 2007, 2009, 2013.
- Campeonato Sudamericano:

 Oro (4): 1946, 1950, 1956, 1960
 Plata (5): 1948, 1954, 1962, 1967, 1968
 Bronce (7): 1952, 1993, 1995, 2001, 2003, 2008, 2013
- Juegos Suramericanos:

 Plata (1): 2014
 Bronce (1): 1982
- Juegos Bolivarianos:

 Plata (1): 2022
 Bronce (1): 2013
- Campeonato FIBA Américas Femenino Sub-16:

 Bronce (1): 2019
- Campeonato Sudamericano Sub-17:

 Plata (2): 2002, 2009
 Bronce (3): 1987, 2013, 2017
- Campeonato Sudamericano Sub 15:

 Oro (1): 2018
- Campeonato Sudamericano Sub 14:

 Oro (1): 2017

## Historial

### Campeonatos del Mundo
| - 1953: 2° Lugar - 1957: 7° Lugar - 1959: No calificó - 1964: 11° Lugar - 1967: No calificó - 1971: No calificó - 1975: No calificó - 1979: No calificó |  | - 1983: No calificó - 1986: No calificó - 1990: No calificó - 1994: No calificó - 1998: No calificó - 2002: No calificó - 2006: No calificó - 2010: No calificó |  | - 2014: No calificó - 2018: No calificó |

## Finales
| Año  | Campeonato             | 1°/2°            | Rival          | Resultado | Plantilla | Ref.  |
| ---- | ---------------------- | ---------------- | -------------- | --------- | --- | ----- |
| 1953 | I Campeonato Mundial   | Medalla de plata | Estados Unidos | 36-49     | . - Alicia Hernández - Amalia Villalobos - Caty Meyer Hurtado - Elena Yavar Romo - Fedora Penelli - Hilda Ramos - Julia León Astudillo - Laura Piña - Lucrecia Terán - María Gallardo - Marta Ortiz - Onésima Reyes - Carmen Camazon | [ 4 ] |
| 2014 | X Juegos Suramericanos | Medalla de plata | Argentina      | 80-85     | . - Bárbara Cousiño - Jenifer Fuentes - Catalina Abuyeres - Milena Koljanin - Estefanía Vásquez - Fernanda Rivera - Claudia Silva - Fernanda Tapia - Sendy Basaez - Ziomara Morrison - Pía Soto - Marisol Gamboa                     | [ 5 ] |

## Selección
- Actualizado el 25 de julio de 2014 [6]

| N.º | Nombre            | Pos.    | Altura | Edad    | Club                  |
| --- | ----------------- | ------- | ------ | ------- | --------------------- |
| 6   | Sendy Basaez      | Base    | 1,70m  | 29 años | Boston College        |
| 10  | Bárbara Cousiño   | Alero   | 1,75m  | 29 años | Boston College        |
| 11  | Jenifer Fuentes   | Alero   | 1,81m  | 29 años | Boston College        |
| 12  | Catalina Abuyeres | Pívot   | 1,82m  | 28 años | Sergio Ceppi          |
| 14  | Estefanía Vásquez | Base    |        | 30 años | Deportes Castro       |
| 4   | Claudia Silva     | Escolta |        | 35 años | Universidad de Chile  |
|     | Monserrat Videla  | Alero   |        | 33 años | Los Leones de Quilpué |
| 9   | Marisol Gamboa    | Alero   | 1,78m  | 39 años | Boston College        |
| 13  | Milena Koljanin   | Pívot   | 1,82m  | 29 años | Boston College        |
|     | Francisca Rojas   |         | 1,76m  | 21 años | Boston College        |
| 7   | Ziomara Morrison  | Pívot   | 1,95m  | 36 años | Besiktas              |
|     | Romina Valenzuela | Pívot   | 1,80m  | 38 años |                       |